# Claudio Saracini
Claudio Saracini (1er juillet 1586 – 20 septembre 1630) est un compositeur, luthiste et chanteur italien de la période baroque.